# Polizeidienstgebäude (Duisburg-Hamborn)

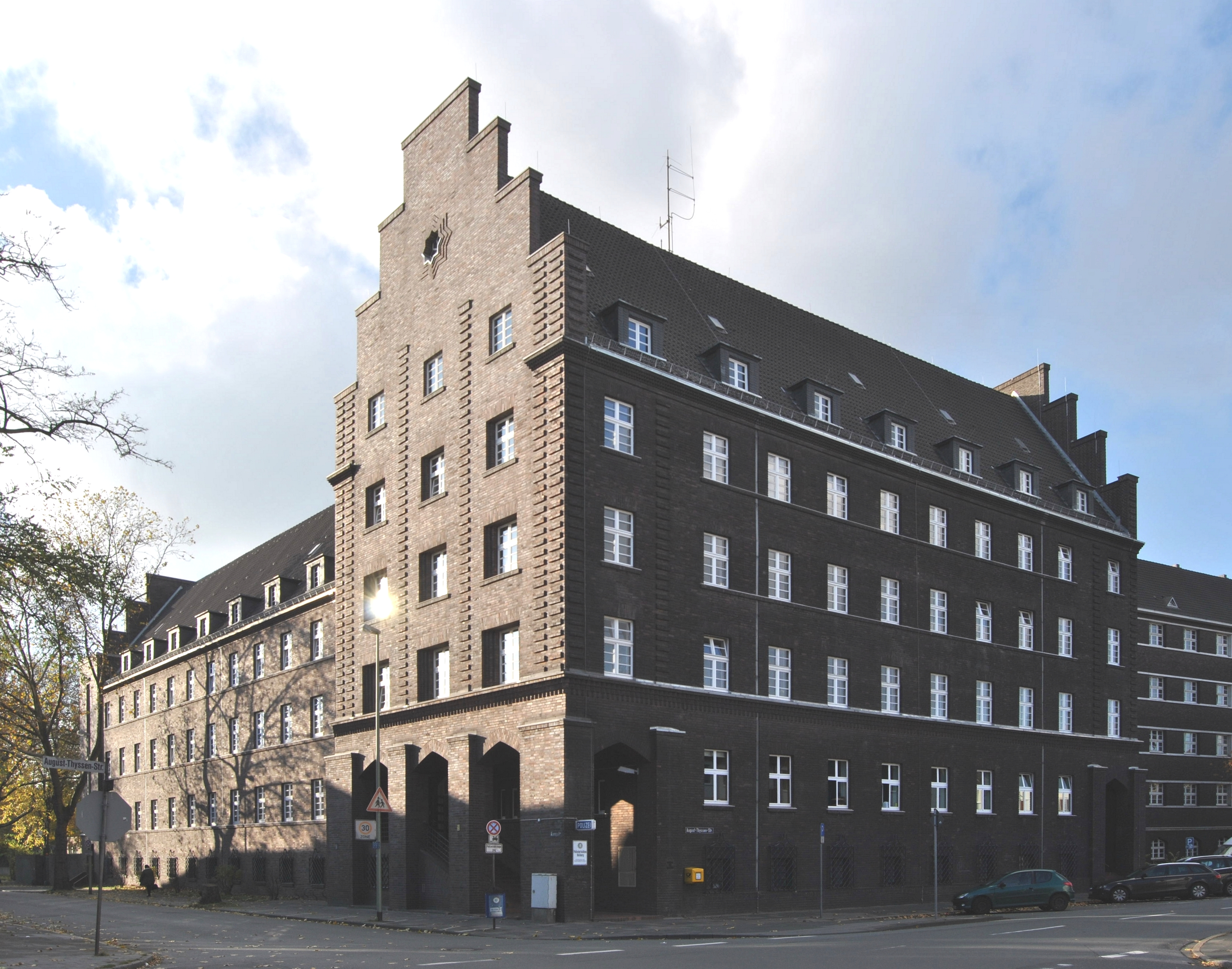
Polizeidienstgebäude

Das denkmalgeschützte Polizeidienstgebäude befindet sich im Duisburger Stadtteil Obermarxloh im Stadtbezirk Hamborn der kreisfreien Stadt Duisburg in Nordrhein-Westfalen. Ursprünglich beherbergte es neben den Diensträumen der Polizei auch das zentrale Einwohnermeldeamt und fünf Privatwohnungen. Heute ist das Gebäude Sitz der Polizeiwache Hamborn.

## Geschichte
Das Polizeidienstgebäude wurde 1927 an der Ecke August-Thyssen-Straße/Kampstraße im Auftrag des Preußischen Neubauamts Hamborn erbaut. Es gehört zu den großen repräsentativen öffentlichen Verwaltungsgebäuden, die in der damaligen Stadt Hamborn in den 1920er Jahren entstanden, und reiht sich ein in die zahlreichen Polizeibauten, die im Rheinland und im Ruhrgebiet zwischen 1926 und 1930 errichtet wurden.

## Architektur
Der vier- bis fünfgeschossige Backsteinbau mit L-förmigem Grundriss, der an seinen beiden Schmalseiten jeweils durch einen bekrönten Treppengiebel abgeschlossen ist, bildet zusammen mit zwei Schulgebäuden an der August-Thyssen-Straße eine architektonische Einheit. An der zur Kampstraße ausgerichteten Schmalseite führt im Erdgeschoss ein überdachter Treppenaufgang zum Haupteingang. Die Fassade ist von Vertikalbändern aus Backstein geprägt.

## Denkmalschutz
Das Polizeidienstgebäude wurde am 10. Februar 1988 unter der Nummer 135 in die Liste der Baudenkmäler in Duisburg-Hamborn eingetragen.